# Uk
Uk (stsl. ukъ) je naziv za slovo glagoljice i stare ćirilice. 
Koristilo se za zapis glasa /u/, te u glagoljici kao broj 400. Oblik slova se objašnjava na različite načine; izgleda kao udvojeno slovo on.
Standard Unicode i HTML ovako predstavljaju slovo uk u glagoljici:
|                 | Unikod | Unikod                        | HTML     | HTML | izgled ovisi o pregledniku | poveznice (engl.)                |
| k. točka        | naziv  | kod                           | entitet  |      | izgled ovisi o pregledniku | poveznice (engl.)                |
| --------------- | ------ | ----------------------------- | -------- | ---- | -------------------------- | -------------------------------- |
| veliko slovo uk | U+2C16 | GLAGOLITIC CAPITAL LETTER UKU | &#x2C16; | nema | Ⱆ                          | detaljni podaci test preglednika |
| malo slovo uk   | U+2C46 | GLAGOLITIC SMALL LETTER UKU   | &#x2C46; | nema | ⱆ                          | detaljni podaci test preglednika |

## Vanjske poveznice
- Definicija glagoljice u standardu Unicode (PDF) (eng.)
- Stranica R. M. Cleminsona, s koje se može instalirati font Dilyana koji sadrži glagoljicu po standardu Unicode  Arhivirana inačica izvorne stranice od 29. listopada 2005. (Wayback Machine) (eng.)